# Saison 1986-1987 du Montpellier Paillade Sport Club
Maillots
Chronologie
Saison précédente Saison suivante
La saison 1986-1987 du Montpellier PSC a vu le club évoluer en Division 2 pour la cinquième saison consécutive.
Après une début de championnat difficile, les palladins enchainent les victoires pour prendre la tête de leur groupe et pour ne quasiment plus la quitter. Ils terminent à la 1re place du groupe B  et s'offrent le titre de Division 2 en battant les Chamois niortais en fin de compétition. Lors de cette saison, le club va par ailleurs établir le record de buts marqué en championnat avec 73 réalisations de ses buteurs avec notamment 18 buts pour Roger Milla et Laurent Blanc.
Le parcours en Coupe de France n'est pas à l'image du championnat puisque le club est éliminé dès les trente-deuxièmes de finale par l'OGC Nice, club de première division.

## Déroulement de la saison

### Inter-saison
Malgré le recrutement ratés de la saison précédente, Louis Nicollin persiste dans le recrutement de joueurs ayant un glorieux passé, mais avec un peu plus de réussite lors de cet exercice. Roger Milla, pourtant proche de la retraite, arrivent de l'AS Saint-Étienne, Jean-Claude Lemoult, vainqueur des Jeux olympiques en 1984 quitte le Paris Saint-Germain.
Ces grands joueurs sont accompagnés par Gérard Bernardet, qui arrive tout droit du Brest Armorique FC, Franck Lucchesi en provenance du Nîmes Olympique ainsi que par le gardien Stéphane d'Angelo du Toulouse FC. Cette liste de recrues qui seront tous titulaires, seront rejoints au dernier moment par Nenad Stojković, international yougoslave, qui débarque de l'AS Monaco.
Tous ces joueurs d'expérience seront là pour encadrer la génération montante des Laurent Blanc, Pascal Baills et Kader Ferhaoui et remplaceront Franck Passi, parti rejoindre Bernard Tapie à l'Olympique de Marseille et la ribambelle de retraités du club (5 départs lors de cet inter-saison) que sont András Törőcsik, Christian Lopez ou Faouzi Mansouri.

### Championnat
Après un début de saison difficile, le temps que les nouvelles recrues s'adaptent (1 victoire, 2 nuls et 2 défaites), une longue série de victoires débute. Les pailladins prennent alors rapidement la tête pour ne plus la quitter et finir sur les chapeaux de roue avec une avalanche de buts dans la deuxième moitié de saison avec notamment une victoire 7-0 sur le FC Sète, ou 6-0 sur l'AS Béziers. Enfin, pour couronner cette merveilleuse fin de championnat, l'équipe s'offre le titre de Division 2 en sortant vainqueur de sa double confrontation avec les Chamois niortais.
Du point de vue des individualités, Roger Milla finit l'année avec 18 buts au compteur, tout comme Laurent Blanc, qui intègre alors l'équipe de France Espoirs de Marc Bourrier. Malheureusement pour Jean-Marc Valadier, une grave blessure à mi-parcours l'empêche de goûter pleinement à cette remontée et annonce la fin de sa carrière deux ans plus tard.

### Coupes nationales
En Coupe de France, la magie n'opère plus et le club se fait éliminer par l'OGC Nice en 32e de finale après prolongation.

## Joueurs et staff

### Transferts
| Été 1986            |             |                           |                        |                   |
| Nom                 | Nationalité | Transfert                 | Provenance/Destination | Division          |
| Arrivées            |             |                           |                        |                   |
| Stéphane d'Angelo   | France      | Transfert                 | AS Nancy-Lorraine      | Division 2        |
| Franck Lucchesi     | France      | Transfert                 | Nîmes Olympique        | Division 2        |
| Jean-Marc Furlan    | France      | Transfert                 | SC Bastia              | Division 2        |
| Nenad Stojkovic     | Yougoslavie | Transfert                 | AS Monaco              | Division 1        |
| Gérard Bernardet    | France      | Transfert                 | Brest Armorique FC     | Division 1        |
| Jean-Claude Lemoult | France      | Transfert                 | Paris Saint-Germain    | Division 1        |
| Claude Rioust       | France      | Premier contrat pro       |                        |                   |
| Roger Milla         | Cameroun    | Transfert                 | AS Saint-Étienne       | Division 1        |
| Départs             |             |                           |                        |                   |
| András Törőcsik     | Hongrie     | Fin de contrat (Retraite) |                        |                   |
| Bruno Blachon       | France      | Transfert                 | La Roche VF            | Division 2        |
| Christian Lopez     | France      | Fin de contrat (Retraite) |                        |                   |
| Faouzi Mansouri     | Algérie     | Fin de contrat (Retraite) |                        |                   |
| Franck Passi        | France      | Transfert                 | Olympique de Marseille | Division 1        |
| Gilles Gomez        | France      | Transfert                 | AS aixoise             | Division 3        |
| Jean-Claude Chemier | France      | Transfert                 | AS Angoulême           | Division 3        |
| Jean-Pierre Kern    | France      | Fin de contrat (Retraite) |                        |                   |
| Régis Durand        | France      | Fin de contrat (Retraite) |                        |                   |
| Prêts               |             |                           |                        |                   |
| Richard Toutain     | France      | Prêt                      | Toulouse Fontaines     | Division inconnue |

| Printemps 1987  |             |                                |                        |                   |
| Nom             | Nationalité | Transfert                      | Provenance/Destination | Division          |
| Retours de prêt |             |                                |                        |                   |
| Richard Toutain | France      | Expiration de la durée de prêt | Toulouse Fontaines     | Division inconnue |

## Rencontres de la saison

### Division 2
| Tour          | Adversaire          | Lieu | Résultat | Buteurs du MPSC                                                                             |
| Journée 1     | Olympique lyonnais  | Ext. | 1-3      | Kader Ferhaoui                                                                              |
| Journée 2     | FC Bourges          | Dom. | 4-2      | Roger Milla · Kader Ferhaoui · Jean-Michel Guédé · Jean-Claude Lemoult                      |
| Journée 3     | FC Martigues        | Ext. | 0-3      | -                                                                                           |
| Journée 4     | FC Montceau         | Dom. | 0-0      | -                                                                                           |
| Journée 5     | CS Thonon           | Ext. | 0-0      | -                                                                                           |
| Journée 6     | AS Béziers          | Dom. | 4-0      | Philippe Millot · Laurent Blanc · Jean-Marc Valadier · Roger Milla                          |
| Journée 7     | Istres Sports       | Ext. | 2-0      | Laurent Blanc                                                                               |
| Journée 8     | Olympique d'Alès    | Ext. | 2-2      | Gérard Bernardet · Roger Milla                                                              |
| Journée 9     | SEC Bastia          | Dom. | 3-1      | Roger Milla · Gérard Bernardet                                                              |
| Journée 10    | AS Cannes           | Ext. | 1-1      | Nenad Stojkovic                                                                             |
| Journée 11    | Limoges FC          | Dom. | 2-0      | Laurent Blanc                                                                               |
| Journée 12    | CS Louhans-Cuiseaux | Ext. | 2-2      | Roger Milla · Jean-Claude Lemoult                                                           |
| Journée 13    | FC Gueugnon         | Dom. | 4-0      | Nenad Stojkovic · Jean-Marc Valadier · Roger Milla · Gérard Bernardet                       |
| Journée 14    | FC Sète             | Ext. | 1-1      | Jean-Marc Valadier                                                                          |
| Journée 15    | USF Le Puy          | Dom. | 4-0      | Jean-Marc Valadier · Gérard Bernardet · Bernard Tischner                                    |
| Journée 16    | AC Ajaccio          | Ext. | 0-2      | -                                                                                           |
| Journée 17    | Nîmes Olympique     | Dom. | 1-0      | -                                                                                           |
| Journée 18    | FC Bourges          | Ext. | 4-2      | Laurent Blanc · Kader Ferhaoui · Roger Milla                                                |
| Journée 19    | FC Martigues        | Dom. | 1-0      | Nenad Stojkovic                                                                             |
| Journée 20    | FC Montceau         | Ext. | 1-0      | Roger Milla                                                                                 |
| Journée 21    | CS Thonon           | Dom. | 4-1      | Jean-Marc Valadier · Laurent Blanc · Jean-Claude Lemoult · Roger Milla                      |
| Journée 22    | AS Béziers          | Ext. | 6-0      | Gérard Bernardet · Roger Milla · Jean-François Scala · Nenad Stojkovic · Jean-Marc Valadier |
| Journée 23    | Istres Sports       | Dom. | 1-0      | Laurent Blanc                                                                               |
| Journée 24    | Olympique d'Alès    | Dom. | 2-0      | Laurent Blanc                                                                               |
| Journée 25    | SEC Bastia          | Ext. | 0-0      | -                                                                                           |
| Journée 26    | AS Cannes           | Dom. | 0-1      | -                                                                                           |
| Journée 27    | Limoges FC          | Ext. | 3-1      | Laurent Blanc · Roger Milla                                                                 |
| Journée 28    | CS Louhans-Cuiseaux | Dom. | 3-0      | Claude Rioust · Roger Milla · Laurent Blanc                                                 |
| Journée 29    | FC Gueugnon         | Ext. | 2-0      | Laurent Blanc · Kader Ferhaoui                                                              |
| Journée 30    | FC Sète             | Dom. | 7-0      | Laurent Blanc · Roger Milla · Kader Ferhaoui · László Kiss                                  |
| Journée 31    | USF Le Puy          | Ext. | 1-0      | Laurent Blanc                                                                               |
| Journée 32    | AC Ajaccio          | Dom. | 4-1      | László Kiss · Roger Milla · Laurent Blanc                                                   |
| Journée 33    | Nîmes Olympique     | Ext. | 1-1      | Laurent Blanc                                                                               |
| Journée 34    | Olympique lyonnais  | Dom. | 3-1      | Roger Milla · Jean-Claude Lemoult · Franck Lucchesi                                         |
| Finale aller  | Chamois niortais    | Ext. | 1-0      | Claude Rioust                                                                               |
| Finale retour | Chamois niortais    | Dom. | 3-1      | Roger Milla · László Kiss · Jean-François Scala                                             |

### Coupe de France
| Tour            | Adversaire                        | Lieu | Résultat | Buteurs du MPSC                 |
| 7e tour         | AS Fleurance (Division d'Honneur) | Ext. | 3-0      | (c.s.c.) Turchi · Laurent Blanc |
| 8e tour         | Olympique d'Avignon (Division 3)  | Dom. | 2-0      | Jean-Michel Guédé · Roger Milla |
| 1/32e de finale | OGC Nice (Division 1)             | Alès | 1-0      | -                               |

## Statistiques

### Statistiques collectives
| Compétition     | Débute au tour | Place ou tour final | Matches joués | Gagnés | Nuls | Perdus | Buts pour | Buts contre | Différence |
| Division 2      | -              | Champion            | 36            | 24     | 8    | 4      | 77        | 26          | +51        |
| Coupe de France | 7e tour        | 1/32e de finale     | 3             | 2      | 0    | 1      | 5         | 1           | +4         |
| Total           | -              | -                   | 39            | 26     | 8    | 5      | 82        | 27          | +55        |

### Statistiques individuelles
| Nat. | Nom       | Division 2 | Division 2  | Division 2 | Division 2   | Coupe de France | Coupe de France | Coupe de France | Coupe de France | Total | Total       | Total  | Total        |
| Nat. | Nom       | M.j.       | But inscrit | Averti     | Carton rouge | M.j.            | But inscrit     | Averti          | Carton rouge    | M.j.  | But inscrit | Averti | Carton rouge |
|      | Hours     | 5          | 0           | 0          | 0            | 2               | 0               | 0               | 0               | 7     | 0           | 0      | 0            |
|      | d'Angelo  | 29         | 0           | 0          | 0            | 1               | 0               | 0               | 0               | 30    | 0           | 0      | 0            |
|      | Lucchesi  | 21         | 1           | 0          | 0            | 1               | 0               | 0               | 0               | 22    | 1           | 0      | 0            |
|      | Furlan    | 3          | 0           | 0          | 0            | 1               | 0               | 0               | 0               | 4     | 0           | 0      | 0            |
|      | Stojkovic | 33         | 4           | 0          | 0            | 2               | 0               | 0               | 0               | 35    | 4           | 0      | 0            |
|      | Baills    | 33         | 0           | 0          | 1            | 2               | 0               | 0               | 0               | 35    | 0           | 0      | 1            |
|      | Millot    | 28         | 1           | 0          | 0            | 2               | 0               | 0               | 0               | 30    | 1           | 0      | 0            |
|      | Abbes     | 20         | 0           | 0          | 0            | 1               | 0               | 0               | 0               | 21    | 0           | 0      | 0            |
|      | Toutain   | 2          | 0           | 0          | 0            | 0               | 0               | 0               | 0               | 2     | 0           | 0      | 0            |
|      | Tischner  | 29         | 1           | 0          | 0            | 2               | 0               | 0               | 0               | 31    | 1           | 0      | 0            |
|      | Bernardet | 33         | 7           | 0          | 0            | 1               | 0               | 0               | 0               | 34    | 7           | 0      | 0            |
|      | Lemoult   | 33         | 4           | 0          | 0            | 2               | 0               | 0               | 0               | 35    | 4           | 0      | 0            |
|      | Scala     | 6          | 1           | 0          | 0            | 2               | 1               | 0               | 0               | 8     | 2           | 0      | 0            |
|      | Ferhaoui  | 26         | 5           | 0          | 1            | 3               | 0               | 0               | 0               | 29    | 5           | 0      | 1            |
|      | Blin      | 0          | 0           | 0          | 0            | 1               | 0               | 0               | 0               | 1     | 0           | 0      | 0            |
|      | Rioust    | 3          | 1           | 0          | 0            | 3               | 0               | 0               | 0               | 6     | 1           | 0      | 0            |
|      | Valadier  | 19         | 6           | 0          | 0            | 0               | 0               | 0               | 0               | 19    | 6           | 0      | 0            |
|      | Guédé     | 14         | 1           | 0          | 0            | 1               | 1               | 0               | 0               | 15    | 2           | 0      | 0            |
|      | Maroc     | 0          | 0           | 0          | 0            | 0               | 0               | 0               | 0               | 0     | 0           | 0      | 0            |
|      | Kiss      | 11         | 4           | 0          | 0            | 2               | 0               | 0               | 0               | 13    | 4           | 0      | 0            |
|      | Blanc     | 33         | 18          | 0          | 0            | 2               | 2               | 0               | 0               | 35    | 20          | 0      | 0            |
|      | Soria     | 0          | 0           | 0          | 0            | 0               | 0               | 0               | 0               | 0     | 0           | 0      | 0            |
|      | Milla     | 33         | 18          | 0          | 0            | 2               | 0               | 0               | 0               | 35    | 18          | 0      | 0            |

### Autres statistiques
| Meilleurs buteurs \| Joueur \| Total \| \| Laurent Blanc \| 20 \| \| Roger Milla \| 18 \| \| Gérard Bernardet \| 7 \| \| Jean-Marc Valadier \| 6 \| \| Kader Ferhaoui \| 5 \| \| Jean-Claude Lemoult \| 4 \| \| László Kiss \| 4 \| \| Nenad Stojkovic \| 4 \| \| Jean-François Scala \| 2 \| \| Jean-Michel Guédé \| 2 \| \| Bernard Tischner \| 1 \| \| Claude Rioust \| 1 \| \| Franck Lucchesi \| 1 \| \| Philippe Millot \| 1 \| | Equipe type de la saison d'Angelo Baills Millot Lucchesi Stojkovic Lemoult Bernardet Ferhaoui Blanc Tischner Milla D'après les temps de jeu à leur poste. |  |
| Joueur | Total |  |
| Laurent Blanc | 20 |  |
| Roger Milla | 18 |  |
| Gérard Bernardet | 7 |  |
| Jean-Marc Valadier | 6 |  |
| Kader Ferhaoui | 5 |  |
| Jean-Claude Lemoult | 4 |  |
| László Kiss | 4 |  |
| Nenad Stojkovic | 4 |  |
| Jean-François Scala | 2 |  |
| Jean-Michel Guédé | 2 |  |
| Bernard Tischner | 1 |  |
| Claude Rioust | 1 |  |
| Franck Lucchesi | 1 |  |
| Philippe Millot | 1 |  |

Buts
- Premier but de la saison :   Kader Ferhaoui contre l'Olympique lyonnais lors de la 1re journée de championnat
- Premier doublé :    Laurent Blanc contre le Istres Sports lors de la 7e journée de championnat
- Premier triplé :     László Kiss contre le FC Sète lors de la 30e journée de championnat
- Plus grande marge : 7 buts (marge positive) 7-0 contre le FC Sète lors de la 30e journée de championnat
- Plus grand nombre de buts dans une rencontre : 7 buts 7-0 contre le FC Sète lors de la 30e journée de championnat